# 莫维尔莱维克
莫维尔莱维克（法語：Morville-lès-Vic，法語發音：[mɔʁvil lɛ vik]，意为“维克附近的莫维尔”）是法国摩泽尔省的一个市镇，属于萨尔堡-萨兰堡区。

## 地理
莫维尔莱维克（48°48'54"N, 6°32'47"E）面积8.14 平方千米，位于法国大東部大區摩泽尔省，该省份为法国东北部内陆省份，是洛林的一部分，西南接默尔特-摩泽尔省，东临下莱茵省，北与卢森堡和德国接壤。
与莫维尔莱维克接壤的市镇（或旧市镇、城区）包括：萨兰堡、昂蓬、穆瓦延维克、皮蒂尼、萨洛讷、塞耶河畔维克。
莫维尔莱维克的时区为UTC+01:00、UTC+02:00（夏令时）。

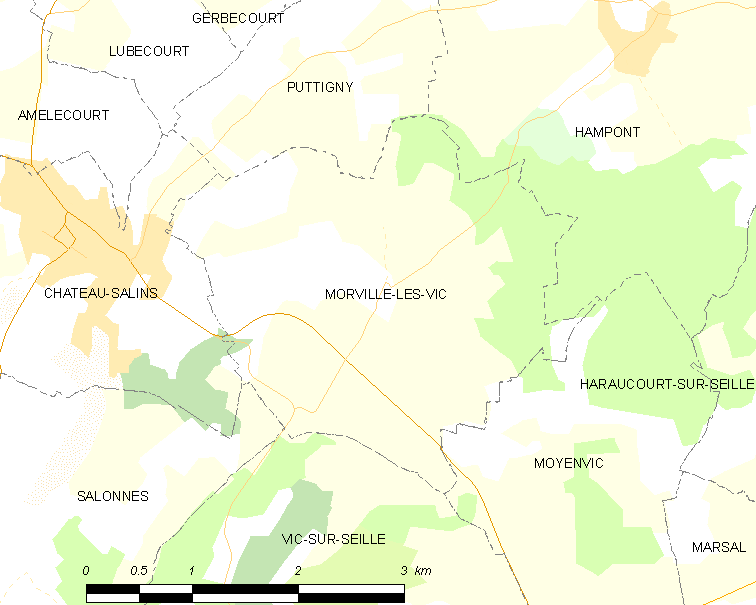
莫维尔莱维克的OSM定位图

## 行政
莫维尔莱维克的邮政编码为57170，INSEE市镇编码为57485。

## 政治
莫维尔莱维克所属的省级选区为索努瓦县。

## 人口

1962-2008年间莫维尔莱维克人口变化图示

莫维尔莱维克于2022年1月1日时的人口数量为111人。